# Colby, Kansas
Colby är en stad (city) i Thomas County, i delstaten Kansas, USA. Enligt United States Census Bureau har staden en folkmängd på 5 438 invånare (2011) och en landarea på 8,7 km². Colby är huvudort i Thomas County.